# Reino Bailundo
O Reino Bailundo, ou Reino Mbalundu, foi um Estado nacional africano, localizado no Planalto Central de Angola, que tinha como capital a cidade de Halã-Vala (depois Bimbe-Katapi), que atualmente chama-se Bailundo.
Em seu auge, seu território compreendia boa parte das províncias do Huambo, Benguela, Bié, além de uma pequena porção da Huíla, sendo a maior das entidades nacionais dos ovimbundos.
Sua formação como entidade nacional se deu por volta de 1700, sob a égide do Soma Inene (Rei) Katyavala Bwila I, sendo que só foi finalmente subjugado pelo Império Colonial Português em 1903. Suas tradições, no entanto, permanecem na monarquia subnacional bailunda que assenta-se na cidade de Bailundo.

## Etimologia
O reino inicialmente tinha o nome de "Halavala", em alusão ao monte homônimo, principal referencial geográfico da região. A mudança para o nome "Mbalundo" se deu em consequência de um costume local de uso de um adorno corporal que se chamava "ombalundo".
Mbalundo pode significar também uma "toupeira com uma listra branca na testa".

## Histórico
Em 1700 Katyavala Bwila I, fugido de conflitos com sua tribo, deixa a região do Humbe, rumo ao Planalto Central de Angola, chegando ao monte Halavala.
Sob seus auspícios, cinco ombalas (cidades) da região, Halã-Vala, Quiaca, Calique, Andulo e Vilé, uniram-se sob sua figura, fazendo-o seu grande Soma Inene, o grande monarca dos bailundos, assentando-se na ombala de Halã-Vala (depois Bimbe-Katapi).
O reino sobreviveu tranquilamente até que os anseios coloniais portugueses alcançaram definitivamente a região, marcado pelo envio de um juiz em 1771, e; de um capitão-mor em 1785.
Sob o reinado de Chingui I (1774-1776), o reino quase foi dissolvido, além de entrar em colapso econômico pois, ao empreender a primeira guerra contra o poder colonial — onde principalmente a segunda batalha tendo causado um efeito terrivelmente nefasto aos bailundos —, o reino perdeu duas de suas cinco cidades ao final da mesma, já sob o reinado de Chiliva Bambangulu Chingui II (1776-1778).
O reino permaneceu fragilizado devido à presença colonial portuguesa, até que Chivukuvuku Chama Chongonga assumiu como 12º Soma Inene dos bailundos, em 1818. Este revolveu tomar como política primordial a defesa das fronteiras de Bailundo, organizando uma tropa regular com oficiais, ante o avanço dos colonos portugueses. Seu reinado foi curtíssimo (terminou em 1818), mas sua política influenciou definitivamente para a viragem de rumo do reino.
O ápice do reino Bailundo viria ocorrer sob o reinado do Soma Inene Jolomba Chissende Ekuikui II (1876-1890), considerado um diplomata exímio e político muito hábil. Evitou o conflito militar com Portugal, dando-lhes certos privilégios, além de incentivar a produção agrícola, fazendo do seu reino um celeiro para abastecer a África Ocidental Portuguesa. Durante seu reinado, por meio de muitas alianças, o território Bailundo cresceu, atingindo o ápice, comportando 50 ombalas, 300 aldeias e 450 mil habitantes. Os poucos conflitos em seu território não afetaram a estabilidade de Bailundo.
Com a subida do Soma Inene Numa II (1890-1892), e a interferência do capitão português Justino Teixeira da Silva, o reino entrou em rota de colisão com Portugal, levando à segunda guerra (1891-1903).
O conflito tomou proporções muito grandes, com diversos crimes de guerra cometidos pelo lado português, tais como saques, estupros em massa, massacres e escravidão de prisioneiros civis. Embora o reino Bailundo resistisse, o combate mostrava-se mais decisivo pelas topas lusitanas, que avançavam a cada batalha.
Essa situação só alterou-se momentaneamente com a subida ao poder do Soma Inene Mutu-ya-Kevela (1902-1903), que desde o reinado de Kalandula (1900-1902) tinha o comando das tropas do Reino Bailundo. Este reorganizou a força militar bailunda, que lhe rendeu algumas vitórias, além de constituir uma aliança estratégica com o rei Samakaka, monarca do reino do Huambo, que lhe deu ainda mais poder de fogo.
Porém, em 1903, um duro golpe foi dado na até então vitoriosa estratégia de Mutu-ya-Kevela: O padre Gueep da Missão Católica do Hanga, sob a justificativa de uma missão diplomática em favor dos bailundos, entregou as posições militares do reino aos portugueses, sob comando de Massano de Amorim. Assim, em 1903, caía definitivamente a autonomia do Reino Bailundo.
Após a queda, Teixeira da Silva ergue, em 16 de julho de 1903, o Posto do Bimbe-Katapi, na então capital do reino. Esta posteriormente viria a ser denominada de Vila Teixeira da Silva.

## Monarcas bailundos
A relação de monarcas do Reino Bailundo enquanto entidade nacional é seguinte:
Reino independente - 1700-1771
- Katyavala Bwila I (1700-1720);
- Jahulu I (1720-?);
- Somandalu (?-1771);

Reino fantoche português - 1771-1774
- Somandalu (1771-1774);

Reino independente - 1774-1778
- Chingui I (1774-1776);
- Chingui II (1776-1778);

Reino fantoche português - 1778-1876
- Interregno (1778-1780)
- Ekuikui I (1780-1800);
- Numa I (1800);
- Hundungulu I (1800-1810);
- Chissende I (1810-1811);
- Junjulu; (1811-1818);
- Ngunji (1818);
- Chivukuvuku Chama Chongonga (1818);
- Utondossi (1818-1832);
- Bunji (1833-1842);
- Bongue (1842-1861);
- Chissende II (1861-1869);
- Vassovava (1869-1872);
- Katyavala Bwila II (1872-1875);
- Ekongo Liohombo (1875-1876);

Reino associado a Portugal - 1876-1891
- Ekuikui II (1876-1890);
- Numa II (1890-1891);

Reino independente - 1891-1903
- Numa II (1891-1892);
- Moma (1895-1896);
- Kangovi (1897-1898);
- Hundungulu II (1898-1900);
- Kalandula (1900-1902);
- Mutu-ya-Kevela (1902-1903);

## Monarcas subnacionais
Numa tentativa de apaziguar a relação com os bailundos, o Reino de Portugal converteu o Reino Bailundo numa monarquia subnacional, onde este poderia manter suas tradições, desde que seus reis (Soma Inene) fossem referendados pelo Estado português. Esta política perdurou mesmo após a independência de Angola.
Os bailundos somente tiveram possibilidade de nomear seus Soma Inene sem a necessidade de crivo angolano após o término da Guerra Civil Angolana, permanecendo porém um reino subnacional.
Monarquia subnacional - 1903-presente
- Interregno (1903-1904)
- Chissende III (1904-1911);
- Kadimba, Jahulu II (1911-1935);
- Mussitu (1935-1938);
- Chinendele (1938-1948);
- Filipe Kapoko (1948-1970);
- Félix, Numa III (1970-1982);
- José Maria Pessela Chongolola (1982-1986);
- Manuel da Costa, Ekuikui III (1986-1996);
- Augusto Cachitiopololo, Ekuikui IV (1996-2012);
- Armindo Francisco Kalupeteka, Ekuikui V (2012-2021)
- Isaac Francisco Lucas Somaquesenje, Tchongolola Tchongonga (desde 2021)[6]